# LWD Żuraw

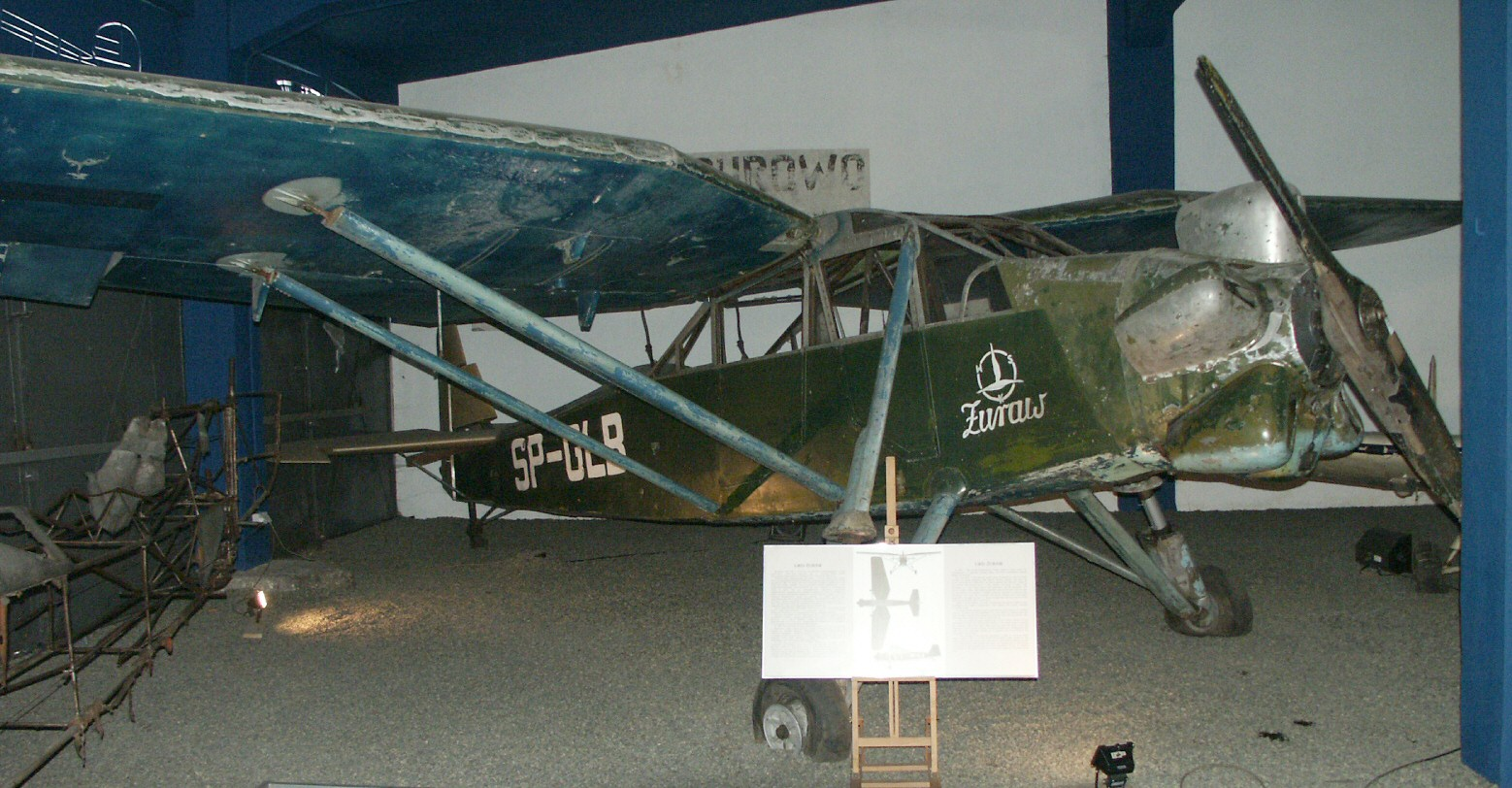
Samolot LWD Żuraw przed odmalowaniem

LWD Żuraw – prototypowy polski samolot łącznikowo-obserwacyjny. Wyprodukowano tylko jeden prototyp.

## Historia
Projekt samolotu powstał w dwa lata 1948–1950 roku. Kierownikiem projektu został mgr inż. Tadeusz Sołtyk, który zakładał stworzenie samolotu krótkiego startu i lądowania.
Oblot nastąpił dopiero trzy lata później – 16 maja 1951 roku przez pilota Antoniego Szymańskiego. Głównym odbiorcą miało być wojsko.
W podstawowej wersji zakładano dwumiejscowy samolot łącznikowy z zamontowanym karabinem maszynowym do samoobrony. Wersja druga wyposażona miała być w aparat fotograficzny i przystosowanie do lotów nocnych. Trzecia wersja miała być przystosowana do przenoszenia 230 kilogramów bomb. Przewidywano opracowanie również wersji sanitarnej, szkolnej.
W celu zmniejszenia gabarytów samolotu stworzono składane skrzydła.
Próby w locie wykazały, że samolot posiada doskonałą widoczność z kokpitu załogi. Jednakże przekroczenie pierwotnej masy doprowadziło do osiągnięcia mniejszych osiągów niż planowano w projekcie. Samolot nie trafił do produkcji seryjnej.
W 1951 roku prototyp trafił do Instytutu Lotnictwa w Warszawie, gdzie przechodził próby homologacyjne. Wykazywał stateczność przy każdej prędkości, a minimalna wyniosła 55 km/h. Długość dobiegu oszacowano na 65 m. Wadami okazała się mała masa użyteczna i sterowność poprzeczna.
Projekt próbowano ratować w 1956 roku proponując mocniejszy silnik, jednak uruchomienie produkcji Jak-12 i PZL-101 Gawron spowodowało odrzucenie tej koncepcji.
Obecnie samolot ten można oglądać w Muzeum Lotnictwa Polskiego w Krakowie.

## Literatura
- Koliński Izydor, Lotnictwo Polski Ludowej 1944-1947, Warszawa 1987